# مقاومة محيطية كلية
في علم وظائف الجسم، يستخدم مصطلح المقاومة المحيطية الكلية (بالإنجليزية: total peripheral resistance  ومختصره (TPR))‏ للتعبير عن المقاومة الكلية المضادة لجريان الدم في الدورة الدموية. تسخدم المقاومة المحيطية الكلية في حساب ضغط الدم وجريان الدم ووظيفة القلب. أما المقاومة الوعائية الرئوية (PVR) فلا يمكن حسابها من خلال المقاومة المحيطية الكلية.

## حساب المقاومة المحيطية الكلية
يمكن حساب المقاومة المحيطية الكلية بالمعادلة التالية:
{\displaystyle R=\Delta P/Q}
حيث أن:
- R = المقاومة المحيطية الكلية
- ΔP = التغير في الضغط خلال الدورة الدموية من بدايتها (مباشرة بعد الخروج من القلب) حتى نهايتها (دخول الأذين الأيمن)
- Q = الجريان خلال الجملة الوعائية (يساوي النتاج القلبي)

بتعبير آخر:
المقاومة المحيطية الكلية = (معدل الضغط الشريان - معدل الضغط الوريدي) / النتاج القلبي
يقاس الضغط الشرياني بواسطة مقياس ضغط الدم ثم حساب معدل خاص بين الضغط الانقباضي والضغط الانبساطي. أما الضغط الوريدي فيقاس من الأذين الأيمن، وعادة ما يكون منخفضا (قيمته الطبيعية تبلغ حول 4 ملم زئبق).

## أسباب تغير المقاومة المحيطية الكلية
العوامل المؤثرة على المقاومة المحيطية الكلية يمكن تمثيلها بقانون هاجن-بوازوي:
{\displaystyle R=8L\eta /\pi r^{4}}
حيث أن:
- R = المقاومة تجاه جريان الدم
- L = طول الوعاء الدموي
- η = لزوجة الدم
- r = قطر الوعاء الدموي